# Baseball per ciechi
Il baseball per ciechi è uno sport simile al baseball strutturato in modo tale da consentire a persone non vedenti, tramite sistemi sonori presenti sulla palla, di poter praticare il baseball.

## Regole

### Requisiti e attrezzature
Possono praticare il baseball per ciechi sia giocatori ciechi che ipovedenti; tutti, indistintamente, giocheranno con una benda sugli occhi (dalla stagione 2018 è stata introdotta ed omologata una mascherina opportunamente oscurata). L'attrezzatura consiste in una normale mazza da baseball, una palla da baseball al cui interno sono inseriti dei sonagli per fare in modo che gli atleti ciechi possano udire e quindi capire la posizione della palla, e un normalissimo guanto da baseball, utilizzato dai giocatori per raccogliere la pallina sonora.

### La partita
Ogni partita è fatta di cinque o sette innings, a seconda delle competizioni, e ogni inning è suddiviso in una fase di attacco e una di difesa. Le squadre in campo schierano cinque giocatori ciechi e un assistente di seconda base vedente, e le due squadre si alternano all'interno di un inning nella fase di attacco e in quella di difesa. Obiettivo di una squadra è ovviamente quello di fare più punti della squadra avversaria. 
I giocatori della squadra di attacco vengono schierati, a turno, su casa base e dovranno produrre una battuta valida che superi una linea immaginaria che va da seconda a terza base per correre poi alla conquista delle quattro basi, guadagnando un punto al completamento dell'intero giro e rientrando a casa base.
Obiettivo della difesa è quello di bloccare la pallina colpita dal battitore di turno e lanciarla in seconda base dove sarà presente un assistente difensore vedente che raccoglierà la pallina; se la pallina arriverà a lui prima che il battitore-corridore abbia raggiunta la base, coadiuvato da un assistente attaccante vedente, questi verrà eliminato, altrimenti avrà conquistato la base e potrà continuare nel gioco di attacco, verso terza base e successivamente casa base, per la conquista del punto.

## In Italia
Il primo campionato italiano di baseball per ciechi è stato organizzato dalla AIBXC Onlus in collaborazione con la FIBS nel 1997 anche se si giocava in forma amatoriale a partire dal 1994. Da allora il campionato comprende una stagione regolare, una Coppa Italia e un torneo di fine stagione.